# Zantkreuz
Koordinaten: 49° 0′ 29,9″ N, 12° 5′ 22,2″ O
Das Zantkreuz ist ein Steinkreuz im Regensburger Stadtteil Kumpfmühl, das an den Tod Heinrich Zants am 15. Juni 1313 erinnert. Es steht unter Denkmalschutz. 

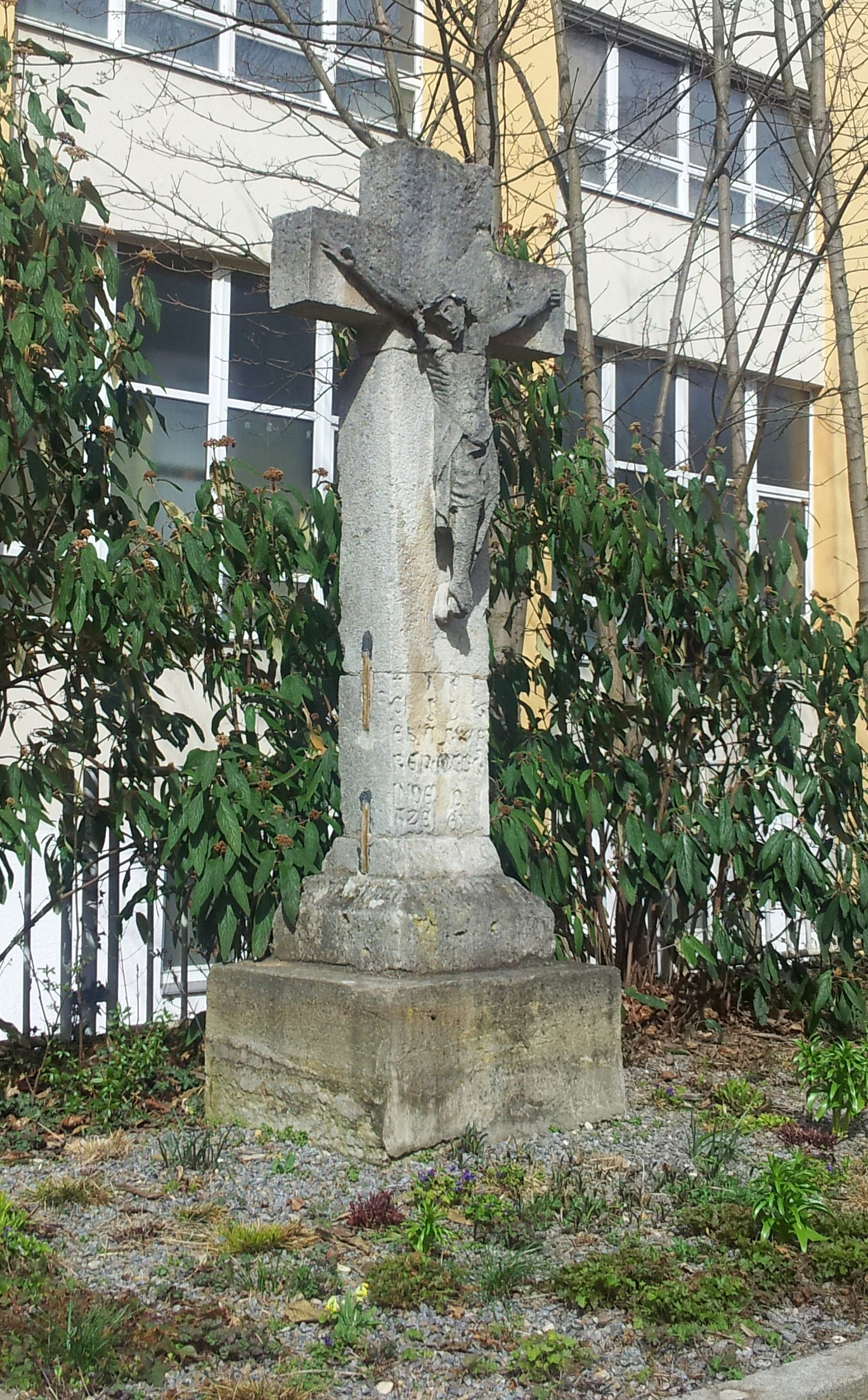
Gesamtansicht des Zantkreuzes.

## Lage und Umgebung
Ursprünglich stand das Zantkreuz bei der ehemaligen Kumpfmühle. Wegen zahlreicher städtebaulicher Veränderungen im 20. Jahrhundert musste das Kreuz mehrfach seinen Platz wechseln. Die heutige Adresse lautet Gutenbergstraße 8. Die nähere Umgebung ist geprägt von Mietshäusern. Hinter dem Kreuz befinden sich die Büro- und Druckereigebäude der Friedrich Pustet KG.

## Konstruktion und Daten
Das steinerne Kruzifix mit plastisch gearbeitetem Korpus steht auf einem ebenfalls steinernen Sockel. Die Gesamthöhe des Objekts beträgt ca. drei Meter. Die Figur und die angebrachte Inschrift sind in gotischem Stil ausgeführt. 

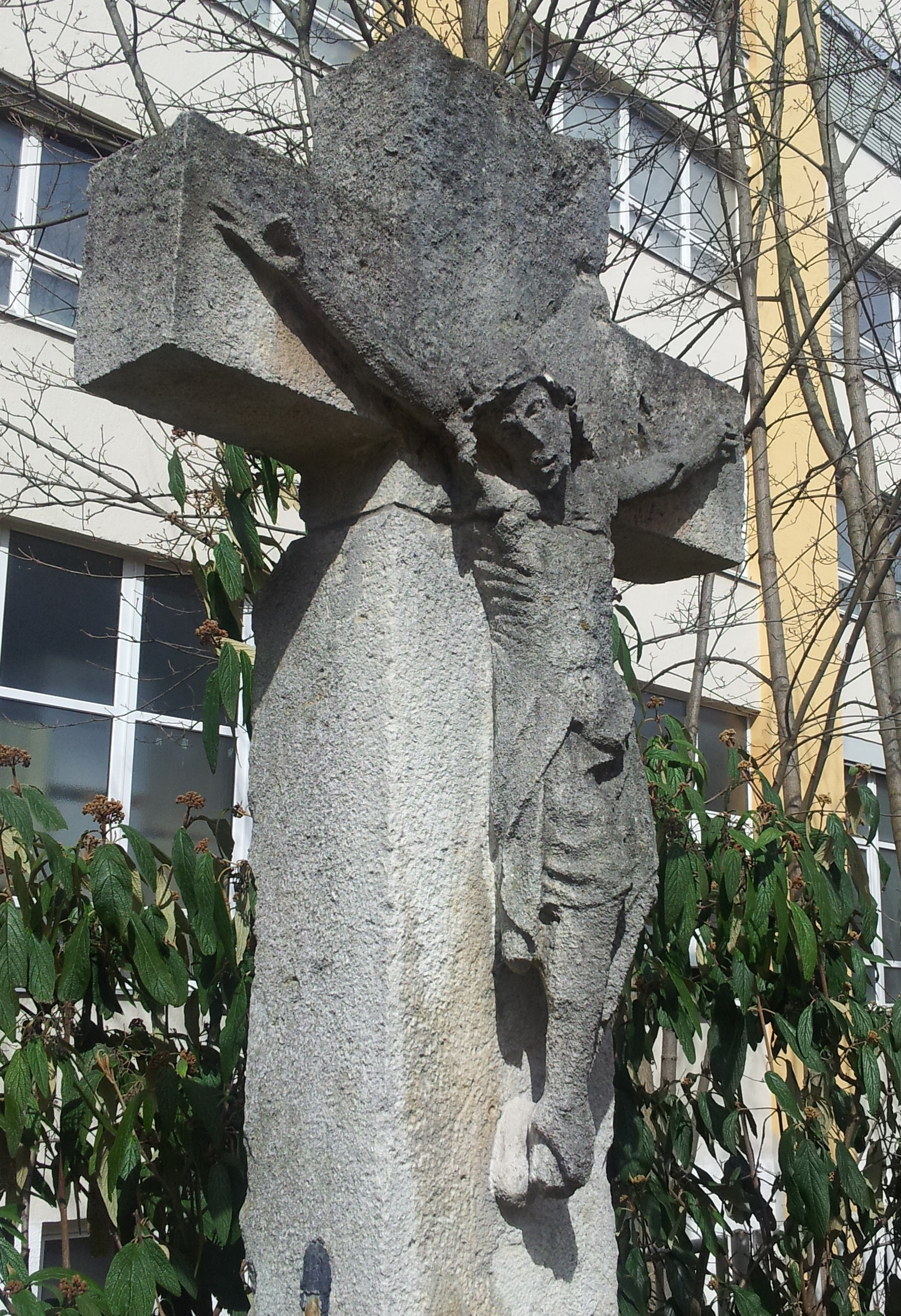
Der am Zantkreuz angebrachte Korpus.

Die Inschrift an der Vorderseite lautet:
+ [Do VON]

CHRISTI G

EBURT WA

REN M C C C

IN DEM D[REI]

TZEHEN[DEN]

IAR [AN SA

ND]VEITS T

ACH DO WAR

T HEINR(ich) D(er) Z

ANT ERSLAGE(n)

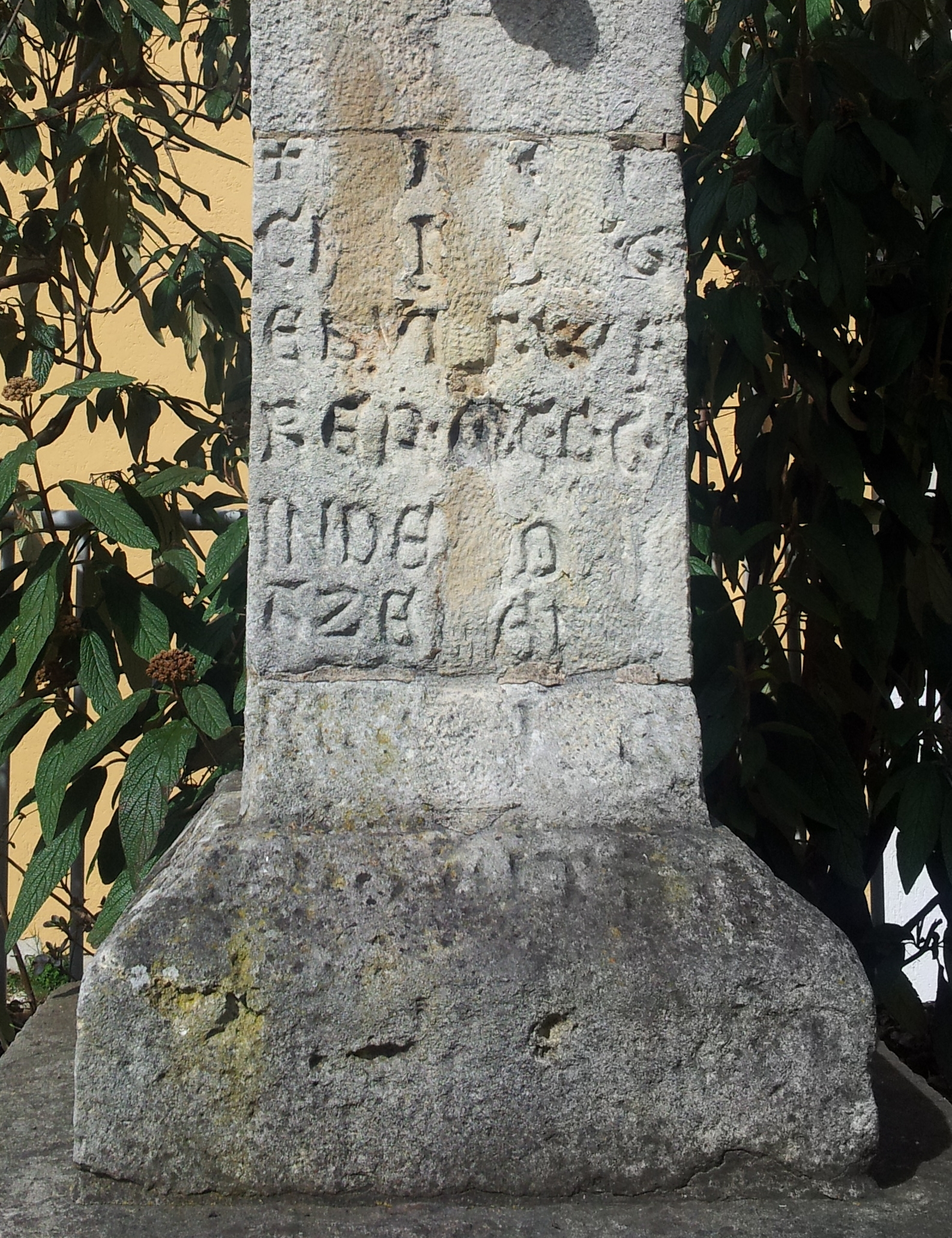
Inschrift am Zantkreuz.

Dem Text nach wurde also ein gewisser Heinrich Zant am Veitstag des Jahres 1313 (= 15. Juni) erschlagen.

## Geschichte und Hintergrund
Das Kreuz ist wahrscheinlich ein sogenanntes Sühnekreuz, das aufgrund von Vereinbarungen aus einem Sühnevertrag errichtet wurde. Denkbar ist aber auch eine Funktion als Gedenkkreuz, das von den Hinterbliebenen aufgestellt wurde.
Die heute kaum mehr lesbare, aber durch ältere Abschriften bekannte Inschrift gibt den Namen des Opfers nicht vollständig wieder. Es handelte sich eigentlich um Heinrich Zant auf Donau. Er gehörte einer Seitenlinie der Familie Zant an, die vom Ende des 13. Jahrhunderts bis zur Mitte des 14. Jahrhunderts eine der einflussreichsten Familien in Regensburg war. Familienmitglieder bekleideten mehrere öffentliche Ämter, darunter zwischen 1287 und 1359 das wichtige Schultheißenamt.
Die näheren Hintergründe der Tat sind unklar. Ein mögliches Motiv könnte in einer Auseinandersetzung zwischen den Zant und Werner Straubinger zu finden sein. Werner Straubinger war mit Offmey Zant verheiratet, der Schwester von Heinrich und Albrecht Zant, zwei entfernten Verwandten des Mordopfers. Da Werner Straubinger aber wegen einer Straftat aus der Stadt verbannt worden war, hielten die Brüder die Eheverbindung vielleicht für nicht mehr opportun und versuchten, die Ehe zu lösen. Im Zuge dieses Konflikts könnte es zum Totschlag an Heinrich Zant auf Donau gekommen sein.
Das Zantkreuz ist in die Denkmalliste des Freistaats Bayern aufgenommen: D-3-62-000-526.